# Ceyhan (fleuve)
Pour les articles homonymes, voir Ceyhan.
Le Ceyhan (en turc Ceyhan Nehri ou Ceyhan Çayı, « rivière de Ceyhan »), Pyrame dans l'Antiquité (du grec ancien Πύραμος / Púramos ; en latin Pyramus)  est un fleuve de Cilicie, en Turquie. Il arrose notamment la ville de Ceyhan.
Le fleuve Seyhan, qui arrose lui aussi la région d'Adana, partageait autrefois son embouchure avec le Ceyhan, étant donc considéré comme l'un de ses affluents. Leurs cours se sont toutefois altérés, séparant leur embouchure d'une distance de 60 km.

## Mythologie
Dans certaines versions du mythe de Pyrame et Thisbé, le fleuve est créé par la métamorphose du personnage de Pyrame après sa mort.

## Géographie
Long de 509 km, le Pyrame prend ses sources aux environs d'Elbistan dans la province de Kahramanmaraş. C'est le confluent de plusieurs rivières de cette région qui forment le fleuve : Söğütlü Deresi, Hurma Çayı et Göksun Çayı. Traversant également d'étroites gorges, il est coupé par les barrages de Menzelet, de Kılavuzlu, de Sır, où il reçoit l'apport de la rivière Aksu, de Berke et d'Aslantaş. Il pénètre ensuite la plaine de Cilicie et arrose la ville de Ceyhan avant de se jeter dans la mer Méditerranée.
Le nom du Ceyhan et celui du Seyhan voisin ont été rapprochés de Jihoun et Sihoun, noms respectivement donnés par les géographes arabes du Moyen Âge à l'Amou-Daria et au Syr-Daria, faisant ainsi un lien entre la Cilicie et la Sogdiane.